# Schwarzbach (Wupper)
| Zuläufe und Bauwerke \| Schwarzbach \| Schwarzbach \| Schwarzbach \| \| --------------------------- \| ----------- \| ------------- \| \| Legende \| \| \| \| Wuppertal \| \| Wuppertal \| \| \| \| \| \| Oberster Zulauf Schwarzbach \| \| \| \| Mollenkotter Siepen \| \| \| \| \| \| \| \| \| \| \| \| Ochsenkamp \| \| Horst \| \| \| \| \| \| \| \| Junkersbeck \| \| \| \| \| \| Freibad Mählersbeck \| \| \| \| \| \| \| \| Landesstraße L891 \| \| \| \| Wichlinghausen–Hattingen \| \| (stillgelegt) \| \| \| \| \| \| \| \| \| \| Schellenbeck \| \| \| \| \| \| \| \| Luhns \| \| \| \| \| \| \| \| Bundesstraße 7 \| \| \| \| Wuppertaler Schwebebahn \| \| \| \| Wupper \| \| \| |  |               |
| Schwarzbach |  |               |
| Legende |  |               |
| Wuppertal |  | Wuppertal     |
| |  |               |
| Oberster Zulauf Schwarzbach |  |               |
| Mollenkotter Siepen |  |               |
| |  |               |
| |  |               |
| Ochsenkamp |  | Horst         |
| |  |               |
| |  | Junkersbeck   |
| |  |               |
| Freibad Mählersbeck |  |               |
| |  |               |
| Landesstraße L891 |  |               |
| Wichlinghausen–Hattingen |  | (stillgelegt) |
| |  |               |
| |  |               |
| Schellenbeck |  |               |
| |  |               |
| Luhns |  |               |
| |  |               |
| Bundesstraße 7 |  |               |
| Wuppertaler Schwebebahn |  |               |
| Wupper |  |               |

Der Schwarzbach, im Oberlauf auch Mählersbeck/-beek genannt, ist ein 4,035 Kilometer langer Bach im Wuppertaler Stadtbezirk Oberbarmen. Er ist ein rechter Zufluss der Wupper.
Der Bach ist Namensgeber für die Straße Schwarzbach (die Schwarzbach, in der Schwarzbach) im Wuppertaler Wohnquartier Oberbarmen-Schwarzbach. Auch der Name Mählersbeck stand Pate für eine Straße und eine Ansiedlung mit Freibad und Kleingartenanlage im Quartier Nächstebreck-Ost.

## Etymologie
Der Name leitet sich vermutlich von seinem schwarzen Bachbett ab. Ältere Formen sind etwa Schwatte Becke (Beek, Beck, Becke sind niederdeutsche Formen von Bach) oder Schwarzenbeck. Bereits 1614 wird der Flurname „auff der schwarzer Beck“ erwähnt.

## Topografie
Der Bach entspringt auf 277 Meter Höhe über Normalnull bei dem Ortsteil Mollenkotten im Wohnquartier Nächstebreck-West, unmittelbar südlich der Bundesautobahn 46. Er erhält unmittelbar hinter der Quelle von rechts einen Zulauf, der zuvor die Autobahn unterquert hat. Kurz darauf bekommt er Zufluss vom Mollenkotter Siepen.
Die Mählersbeck fließt in südöstlicher Richtung in einem naturnahen Raum, der aus Feldern und Wiesen besteht und nur wenige einzelne Siedlungsplätze wie Ochsenkamp oder Horst besitzt. Bei der Ortslage Mählersbeck mündet linkerhand die Junkersbeck in die Mählersbeck, der größte Zufluss. In einer Dole unterquert sie das Gelände des Freibads Mählersbeck, anschließend durchfließt sie das Gelände der Kleingartenanlage In der Mählersbeck.
Verdolt unterquert der Bach die Landesstraße L891 und kommt noch mal kurz ans Tageslicht, um nach einer weiteren Dole die Schellenbeck aufzunehmen. Kurz nach dem Zufluss verschwindet der Schwarzbach bis zu seiner Mündung in einer langen Dole und folgt östlich dem Verlauf der dicht bebauten Straße Schwarzbach zur Wupper. Dabei passiert der Bach das ehemalige Werksgelände der Firma Luhns.
Im Tal unterquert er die Bundesstraße 7 und den Berliner Platz und mündet unter der Schwebebahnstation Oberbarmen gegenüber dem Oberbarmer Bahnhof in die Wupper.

## Geschichte
Vom Mittelalter bis 1922 war der Bach Grenzgewässer. Er trennte unter anderem das Amt Beyenburg des Herzogtums Berg vom Amt Wetter der Grafschaft Mark und war bis zur Eingemeindung Nächstebrecks in Barmen auch Grenze zwischen dem Rheinland und Westfalen.
Die Straße entlang des Bachs wurde 1847 angelegt, um eine bessere Verbindung ins Kohlerevier an der Ruhr zu schaffen. Sie wurde bis 1935 Schwarzbachstraße oder Schwarzbacherstraße genannt.